# Іванків (Фастівський район)
Іва́нків — село в Україні, у Боярській міській громаді Фастівського району Київської області. Населення складає 320 осіб.

## Історія
Село засноване 1926 року. Перша згадка про поселення (тоді хутір Іванівка) міститься у довіднику «Населені місця Київщини» за 1927 рік. Хутір Іванівка тоді складався з двох подвір'їв та налічувалося 9 мешканців.
З 1937 року село перебувало у складі Києво-Святошинського району Київської області.
12 червня 2020 року, відповідно з розпорядження Кабінету Міністрів України № 715-р «Про визначення адміністративних центрів та затвердження територій територіальних громад Київської області», село увійшло до складу Боярської міської громади Києво-Святошинського району.
17 липня 2020 року, в результаті адміністративно-територіальної реформи та ліквідації Києво-Святошинського району, село увійшло до складу Фастівського району.